# Harsomtus

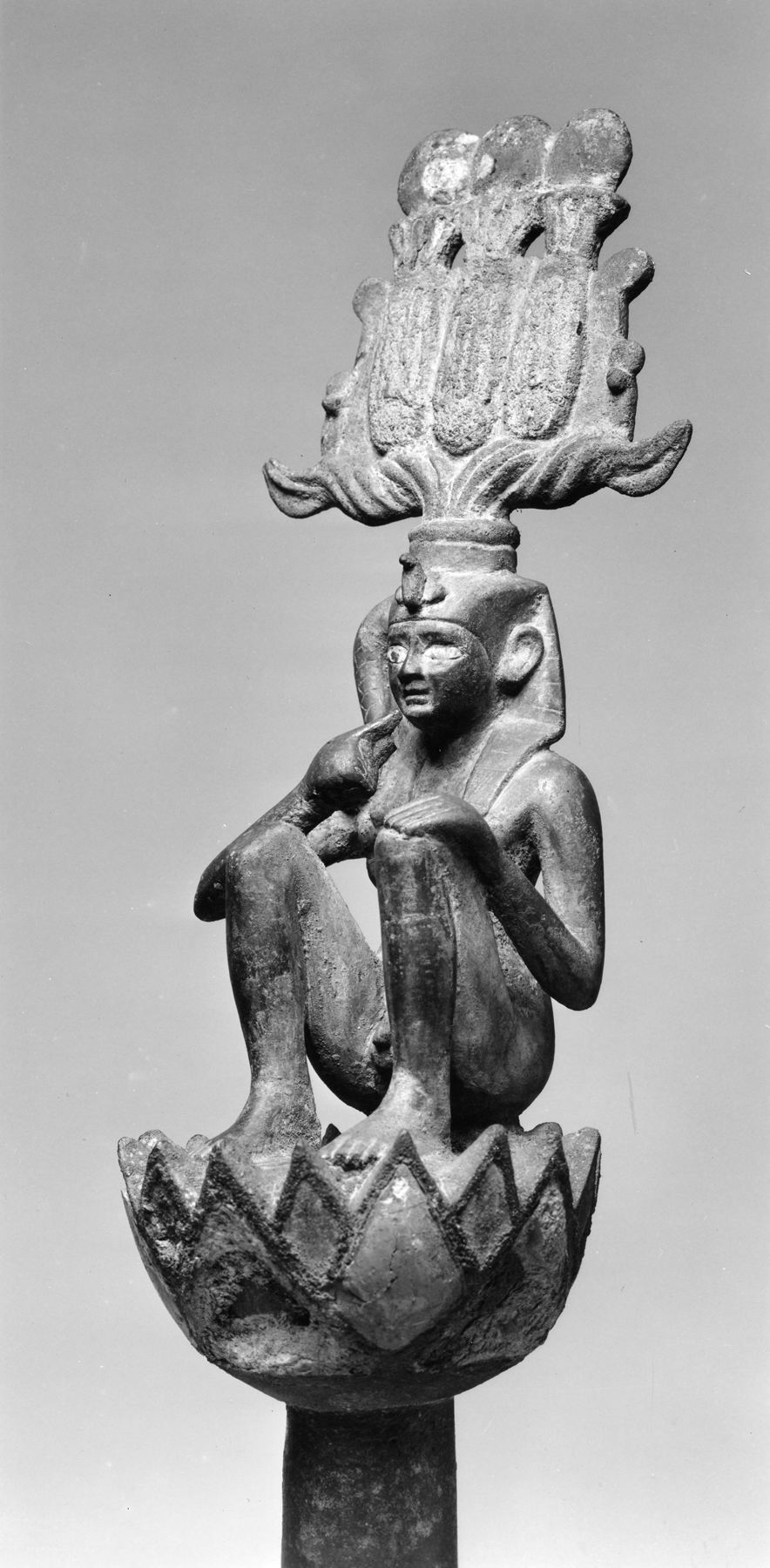
Harsomtus sobre una flor de loto.

Harsomtus «Horus unificador de las Dos Tierras», es un dios creador en la mitología egipcia. 
- Nombre egipcio: Hor-sema-tauy. Nombre griego: Harsomtus.

## Iconografía
Harsomtus tiene apariencia de un niño, relacionado con la flor de loto. Otras veces posee forma de momia, o de hombre con cabeza de serpiente o halcón, portando corona de plumas y disco solar. También como serpiente que aparece sobre una flor de loto.

## Mitología

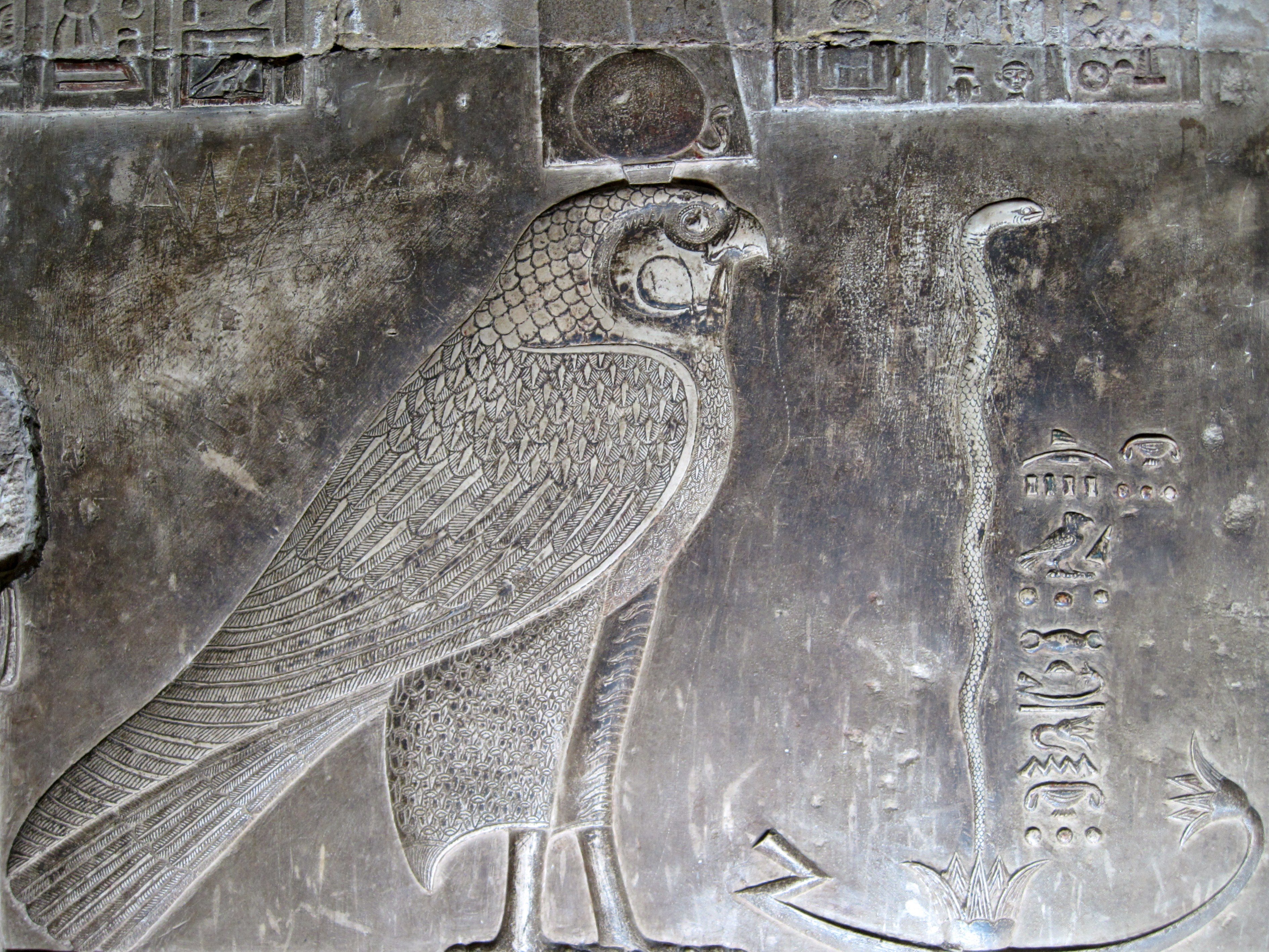
Relieve de Hasomtus representado como serpiente que surge de una flor de loto. Dendera.

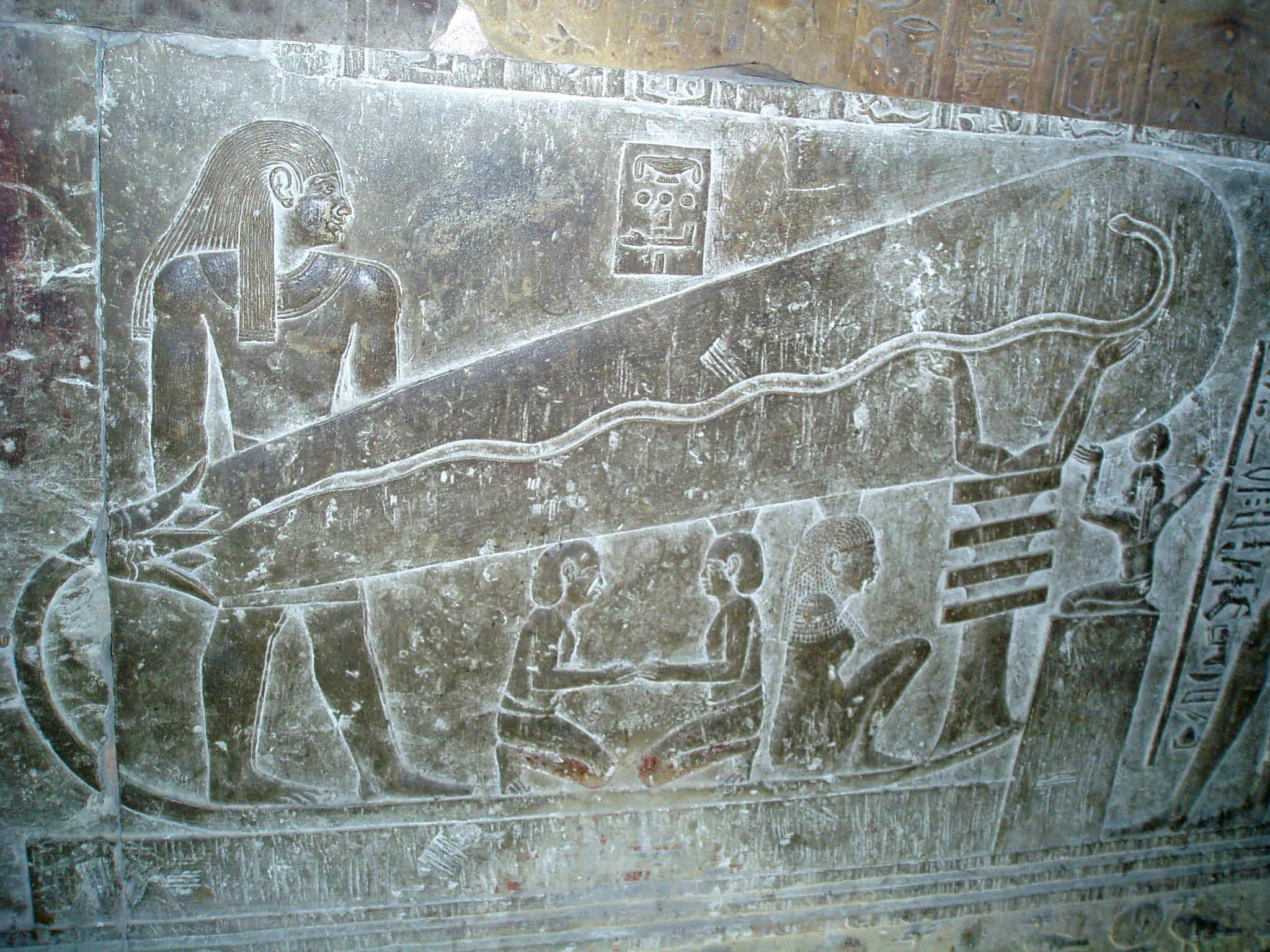
Relieve de Hasomtus en la cripta de Dendera, como serpiente en una flor de loto.

Harsomtus es el hijo de Hathor y Horus Behedety con los que formaba la tríada de Edfu. Está relacionado con la flor del loto, pues se abre al amanecer orientada hacia el Este y al anochecer se cierra y se hunde en las aguas. Los teólogos egipcios empleaban este símbolo para identificarlo con el curso diario del Sol y lo relacionaban con el Horus solar, que compartía el mismo mito.

## Sincretismo
Se le consideraba asimilado a Ihy en Dendera. También se le identificó con Shed, porque protegía contra los animales peligrosos, y con Harpócrates como «Unificador de las Dos Tierras» (Egipto). En Heracleópolis era una entidad independiente. Es la asociación de dos dioses distintos: Horus y Somtus.

## Culto
Fue celebrado durante los ritos agrícolas y festivales de la Luna. 
| G5 | F36 | N16 · N16 |

| G5 | F36 | N16 · N16 |